# Julio Francia
Julio Francia (né le 20 mars 1897 en Argentine et mort le 2 octobre 1962) est un joueur de football international argentin qui évoluait au poste de milieu de terrain et d'attaquant.

## Biographie

### Carrière en sélection
Julio Francia reçoit huit sélections en équipe d'Argentine entre 1918 et 1922, inscrivant six buts.
Il participe avec l'équipe d'Argentine au Championnat sud-américain de 1922, inscrivant quatre buts lors de ce tournoi.

## Palmarès
Argentine
- Championnat sud-américain :
  - Meilleur buteur : 1922 (4 buts).